# Le notti erotiche dei morti viventi
Le notti erotiche dei morti viventi è un film del 1980 diretto da Joe D'Amato.
Si tratta di un horror contaminato con il porno, come abitudine di Joe D'Amato in quegli anni. Il film fa parte del cosiddetto "periodo esotico-erotico" del regista, una serie di film girati a Santo Domingo.
Il titolo di lavorazione era L'isola degli zombi. Negli Stati Uniti è uscito come Erotic Nights of the Living Dead, in Francia come La nuit fantastique des morts-vivants e in Spagna come Las noches de los muertos vivientes.

## Trama
Un uomo e una donna si trovano internati in un ospedale psichiatrico. Attraverso un flashback scopriamo che l'uomo si chiama Larry O'Hara ed è un marinaio, che con la sua barca porta in giro i turisti ai Caraibi.

Il cadavere ritrovato da Larry O'Hara

Nell'isola si manifestano strani eventi: un cadavere viene ritrovato in acqua da Larry O'Hara, in prossimità del molo dove, abitualmente, accosta la propria barca. Egli ha come l'impressione che il cadavere, in realtà fosse ancora vivo, dal momento in cui ne percepisce un movimento, ma convintosi della sua morte chiama l'ambulanza. Condotto in ospedale, viene sottoposto ad autopsia, ma improvvisamente si risveglia tramutatosi in zombie e uccide barbaramente il medico pochi istanti dopo.
Nel frattempo un architetto, John Wilson, raggiunge il luogo, con l'intento di concludere l'acquisto di un'isola chiamata "del Gatto". Gli abitanti del luogo sconsigliano di avvicinarsi all'isola, poiché una misteriosa leggenda asserisce che i morti vengano riportati in vita dallo spirito di un gatto. Ma l'architetto non prende sul serio la leggenda, e parte per l'isola insieme alla sua amica Fiona (la ragazza internata nell'incipit del film), convincendo Larry a far da guida. Arrivati sull'isola i tre scoprono che non è disabitata. Infatti abitano lì un uomo anziano e la nipote Luna, che esortano i tre ad abbandonare subito l'isola. Ma loro, indifferenti al consiglio, continuano il sopralluogo.

John Wilson diventato zombie

All'improvviso i morti, sepolti in un cimitero, escono dalle tombe e iniziano a dare la caccia ai tre. Inoltre appare anche un gatto, che si scopre essere Luna. 
Questa seduce prima Larry, dandogli un amuleto che gli consente di schivare gli attacchi degli zombi, quindi seduce Wilson, che però non desiste dal portare a termine l'acquisto dell'isola. Luna allora lo evira a morsi. Subito dopo Wilson, divorato dagli zombi diventerà esso stesso uno zombi e sarà ucciso con una pallottola in testa da Larry.
Quest'ultimo e Fiona sono circondati dagli zombi, ma riescono a sconfiggerli grazie all'amuleto, quindi fuggono dall'isola, ma sono internati in un ospedale psichiatrico, perché nessuno crede alla loro storia.

### Scene cult

La scena dell'evirazione

Le scene divenute cult del film sono due: l'evirazione a morsi susseguente a fellatio di Laura Gemser ai danni di Mark Shanon, e una ragazza che stappa una bottiglia con l'aiuto dei muscoli vaginali.
Come poi rivelò lo stesso Massaccesi la bottiglia era in realtà già stappata e riempita di bicarbonato.

## Produzione
Il film doveva inizialmente essere un horror puro. In seguito, la produzione decise di inserire scene pornografiche, poiché a quell'epoca c'era molta richiesta di film hard.. Il film fu scritto dall'attore George Eastman, con lo pseudonimo Tom Salina.

### Cast

Laura Gemser

Nel cast del film compare Laura Gemser. Dato che l'attrice indonesiana rifiutò sempre di girare scene pornografiche, questo è solo il secondo film del periodo esotico-erotico in cui compare, dopo Porno Esotic Love. Per quanto riguarda Dirce Funari, D'Amato cercò in tutti i modi di farle interpretare scene hard, ma l'attrice si rifiutò sempre.

## Critica
Per Antonio Tentori il film è «una variazione in chiave erotica sul tema degli zombi». Gordiano Lupi scrive: «Si può dire di tutto su questo film: che è un pasticcio, un'opera informe, che il regista non sa dove vuole andare a parare, che resta in bilico tra erotismo e orrore. Però non si può negare l'assoluta originalità e la contaminazione di due generi così distanti tra loro».

## Home video
Il film è uscito in DVD in Italia, in edizione integrale (quindi con le scene hard), per la Lamberto Forni prima e per la Storm Video poi, mentre l'edizione tedesca della X Rated contiene sia la versione integrale che quella soft.

## Citazioni e riferimenti
- Un'evirazione a morsi era già presente in Papaya dei Caraibi, diretto da D'Amato nel 1978.
- La statuetta che George Eastman usa per difendersi dagli zombi è la stessa usata da Lucía Ramírez per organizzare i riti vudù in Orgasmo nero, diretto da D'Amato nel 1980.